# Dylan Llewellyn
Dylan John Llewellyn (Reigate, 10 settembre 1992) è un attore britannico.

## Biografia

### Primi anni
Nato a Reigate, Surrey, Llewellyn è il minore di tre fratelli e ha frequentato la More House School di Farnham, un istituto specializzato in bambini nello spettro autistico, con disturbi del linguaggio e dislessici.

### Carriera
Llewellyn ha intrapreso la carriera di attore in giovanissima età comparendo nei suoi primi cortometraggi tra il 2009 e il 2010, stesso anno in cui ha preso parte anche a un episodio della serie televisiva Metropolitan Police, per poi ottenere il ruolo di Martin "Jono" Johnson nella soap opera Hollyoaks e nel suo spin-off Hollyoaks Later.
Dopo essere comparso nella serie Holby City e nei film Frequencies (2013) e Down Dog (2014), nel 2018 ottiene la parte di James Maguire in Derry Girls, sitcom di Channel 4 che gli conferisce fama internazionale.
Nel 2020 è apparso in un episodio della nona stagione di L'amore e la vita - Call the Midwife, mentre per il Capodanno dello stesso anno ha preso parte a un episodio speciale di The Great British Bake Off assieme ad altri membri del cast di Derry Girls. Sempre nel 2020, il 26 giugno, Llewellyn e le co-star della serie hanno eseguito uno sketch con Saoirse Ronan per lo speciale di raccolta fondi di RTÉ RTÉ Does Comic Relief, i cui proventi sono andati a favore delle persone colpite dalla pandemia di COVID-19.

## Filmografia

### Cinema
- Travel Bag, regia di Jae-ha Myung - cortometraggio (2009)
- Cubicle Two, regia di Simon James Green - cortometraggio (2010)
- Frequencies (OXV: The Manual), regia di Darren Paul Fisher (2013)
- Down Dog, regia di Andres Dussan (2014)

### Televisione
- Metropolitan Police (The Bill) – serie TV, episodio 26x06 (2010)
- Hollyoaks – serial TV, 94 puntate (2011-2012)
- Hollyoaks Later – serial TV, 5 puntate (2012)
- Holby City – serie TV, 4 episodi (2013)
- Derry Girls – serie TV, 19 episodi (2018-2022)
- L'amore e la vita - Call the Midwife (Call the Midwife) – serie TV, episodio 9x04 (2020)
- Beyond Paradise – serie TV, 6 episodi (2023-in corso)